# Klärvoajans
Klärvoajans eller clairvoyance (franska, egentligen ’klarseende, klarsynthet’, av clair, ’klar, tydlig’, och voir, ’se’) eller synskhet är inom bland annat spiritism den påstådda förmågan att under ett särskilt själstillstånd skåda ting som är dolda för sinnena, exempelvis att se vad som tilldrar sig på avlägsna platser dit synen inte når. (jämför telepati) Den som påstås äga denna förmåga kallas klärvoajant eller clairvoyant. Klärvoajans ses inom det vetenskapliga samfundet som pseudovetenskap.
Bland andra spiritister anser att vissa medier har denna förmåga. Det har rapporterats, bland annat av markisen de Puységur, att förmågan ibland inträder under hypnotiskt tillstånd. Klärvoajanta personer menar sig också ibland kunna se framtiden och kunna veta vad folk menar,kunna se olyckor, kunna se lycka, etc. Det påstås ibland att denna förmåga är ärftlig. Det påstås också att klärvoajanta personer kan få kontakt med personer i andra dimensioner.
I dagens forskning i parapsykologi görs experiment om klärvoajans med samtida händelser, till exempel att veta vilken siffra som genererats av en slumptalsgenerator. Det finns inga entydiga bevis för att fenomenet existerar, och eftersom fenomenet inte heller kan förklaras teoretiskt är begreppet klärvoajans vetenskapligt ogrundat. Inom den etablerade vetenskapen förklaras därför klärvoajans som resultatet av konfirmeringsbias, förväntningsbias, bluff, hallucination, vanföreställning, önsketänkande, eller bristande insikt i händelsers sannolikhet – inte som en verklig parapsykologisk kraft. .
Klärvoajans finns på listan av pseudovetenskapliga rön som utmanats av James Randi Educational Foundations pris på 1 miljon dollar, som går till den som kan bevisa dess existens. Tusentals personer har ansökt om priset, men under prisets existens mellan 1964 och 2005 har inte något experiment kunnat genomföras som tyder på att klärvoajans verkligen existerar.